# دين فنسنت كارتر
دين فنسنت كارتر (بالإنجليزية: Dean Vincent Carter)‏ هو كاتب بريطاني، ولد في 9 يوليو 1976 في برومزغروف ‏ في المملكة المتحدة.